# Wohnhaus Finstere Gasse 2 (Radebeul)
Das Wohnhaus in der Finsteren Gasse 2 liegt im Stadtteil Niederlößnitz des sächsischen Radebeul, direkt an der Oberen Bergstraße. Dort wohnte der Kunsthistoriker Wolfgang Balzer.

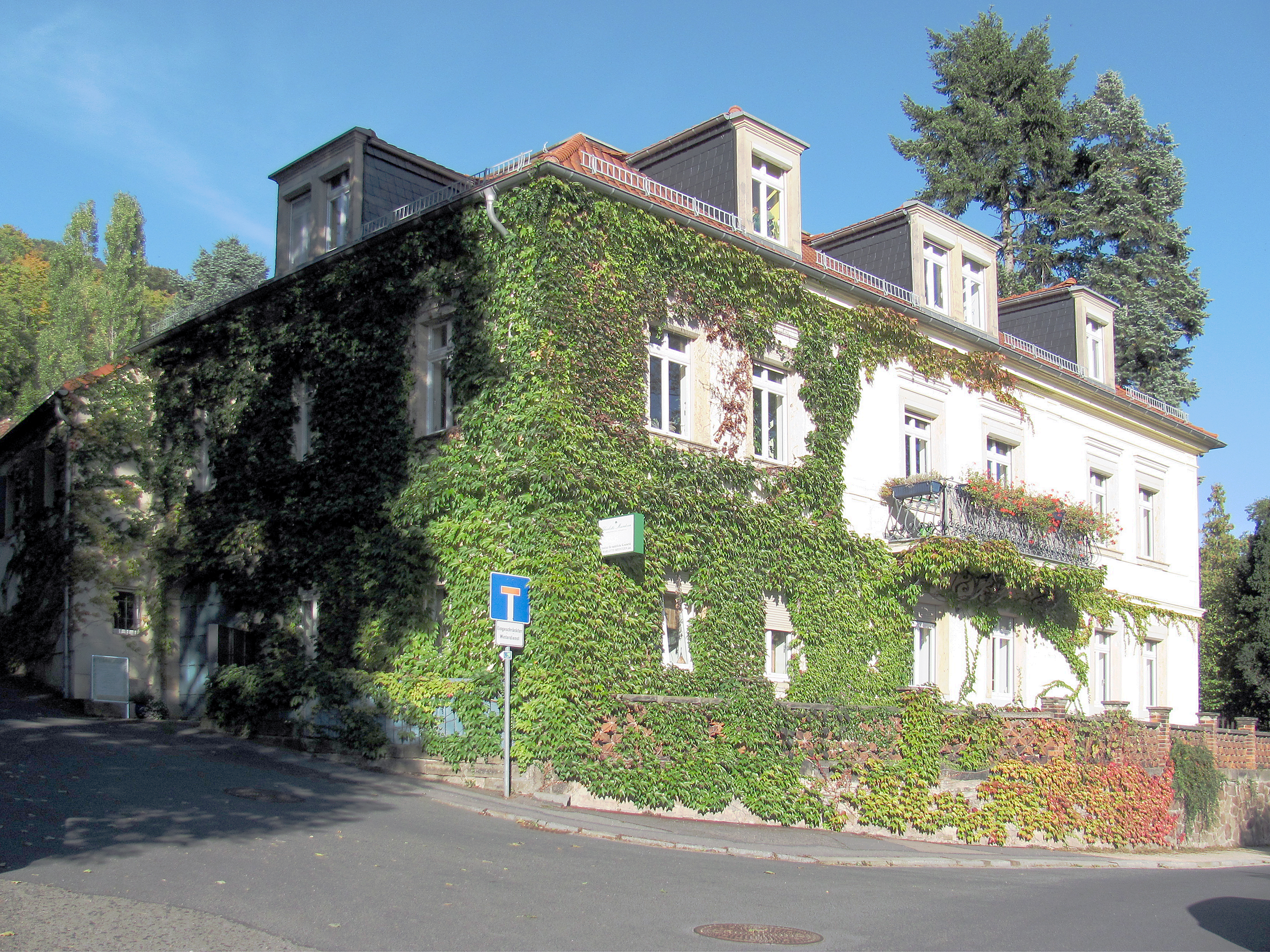
Wohnhaus Finstere Gasse 2; nach rechts geht die Stützmauer direkt weiter zur Villa Dorothee

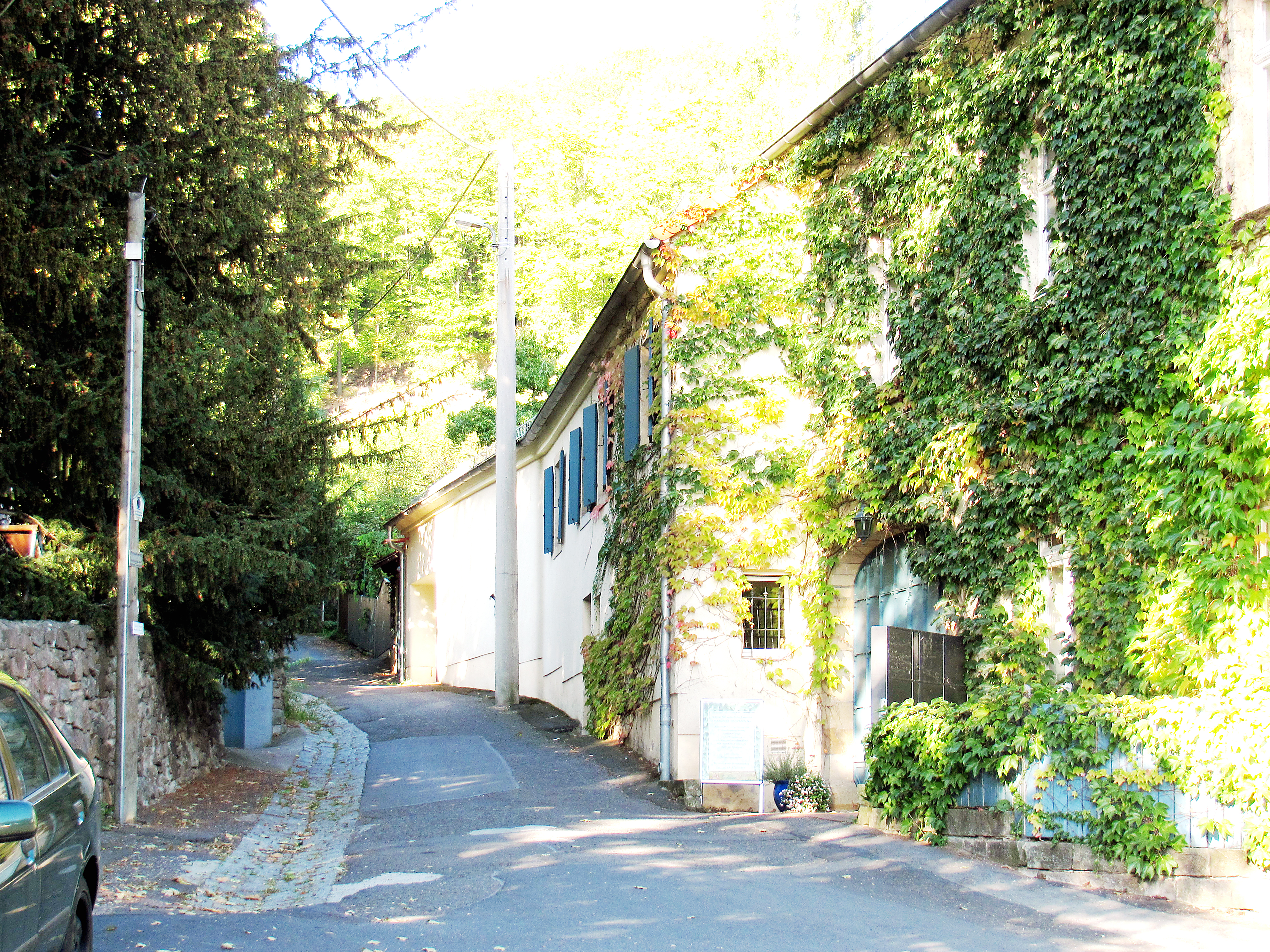
Wohnhaus Finstere Gasse 2: Nebengebäude

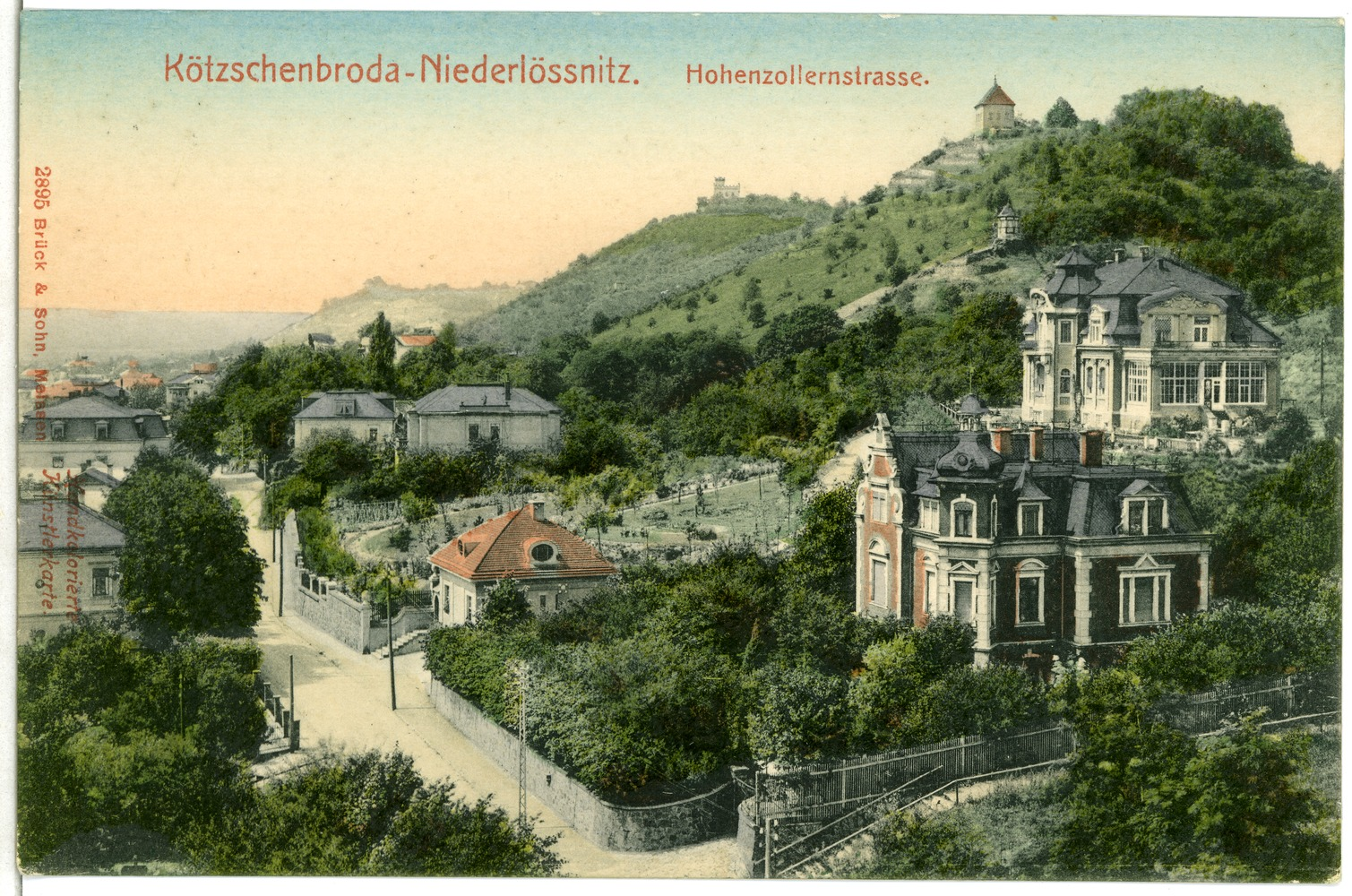
Finstere Gasse 2 von Osten (1903); davor in der Oberen Bergstraße Villa Dorothee, Villa Kuntze mit Pförtnerhaus sowie das Rote Haus

## Beschreibung
Das mitsamt Anbau sowie Stützmauer und Einfriedung denkmalgeschützte, zweigeschossige Wohnhaus ist ein regelmäßiger Bau mit einem Seitenflügel. Das Hauptgebäude in Ecklage hat sechs zu drei Fensterachsen, obenauf befindet sich ein Walmdach mit Walmgauben. In der Mitte der Straßenansicht befindet sich ein Balkon auf gusseisernen Konsolen, in der rechten Seitenansicht eine Veranda.
Der Putzbau wird durch Gesimse und Pilaster gegliedert.
Auf der Gebäuderückseite zur Finsteren Gasse steht ein älterer Seitenflügel.

## Geschichte
Die beiden benachbarten Anwesen, Finstere Gasse 2 sowie die östlich davon stehende Villa Dorothee in der Oberen Bergstraße 20, liegen am Fuß eines historischen Weinbergs, der direkt östlich des Minckwitzschen Weinbergs lag und den Namen „zum schönen Knecht“ trug. Dieser Name geht möglicherweise auf eine in früher Zeit lebende Familie Schoneknecht zurück.
Bis 1573 in bischöflichem Besitz, wurde der Weinberg dann laut einem Kaufbrief dem Landesrentmeister Barthel Lauterbach übereignet. Der Lehnbrief für das Weingut erging 1583 durch den Kurfürsten August. Im Jahr 1622 führte einer seiner Nachfolger, Johann Georg I., die Erbverwandlung durch und übertrug die Gerichtsbarkeit über das Gut auf das Amt Mügeln (im Stiftsamt Wurzen, Leipziger Kreis). Zu jener Zeit gehörten zwei Ritterpferde zum Besitz, woraus geschlossen wird, dass bereits Gebäude auf dem Anwesen standen. Näheres zu Bauten wurde jedoch erst mit dem Jahr 1776 vermerkt, als der kursächsische Hauptmann Karl Otto Gleichmann seinen Besitz in der Finsteren Gasse mitsamt Wohn- und Winzerhaus, Schuppen, Weinpresse und zwei Brunnen verkaufte.
Im Jahr 1872 war der Weinberg geteilt: Unten an der Bergstraße waren nebeneinander zwei Hausgrundstücke abgeteilt, der Weinberg selbst darüber erstreckt sich bis fast an die Gebäudekante des ehemaligen Weinguts Finstere Gasse 4.
Im Kern geht das Gebäude auf ein Weingutsgebäude aus der ersten Hälfte des 19. Jahrhunderts zurück, der in der Finsteren Gasse anschließende Seitenflügel ist noch älter. 1873 wurde dieser aufgestockt, das Hauptgebäude wurde 1878 nach Entwürfen wohl des Baumeisters Moritz Große um- und ausgebaut.